# Friedrich Carl Hönniger
Friedrich Carl Hönniger (* 19. November 1812 in Rudolstadt; † 30. April 1874 ebenda) war ein deutscher Jurist, schwarzburg-rudolstädtischer Beamter und radikaldemokratischer Politiker.

## Leben
Er studierte zwischen 1832 und 1834 Rechtswissenschaften in Heidelberg, Jena und Berlin. Während seines Studiums wurde er 1833/34 in Jena Mitglied der burschenschaftlichen Gesellschaft auf dem Burgkeller. Anschließend trat er in den Staatsdienst des Fürstentums Schwarzburg-Rudolstadt ein. Er war von 1834 bis 1836 Amtsakzessist in Königsee. Danach war er bis 1842 Kommissionssekretär bei der Regierung. Im Jahr 1842 wurde er zum Regierungssekretär und 1844 zum geheimen Regierungssekretär ernannt. Zwischen 1848 und 1851 amtierte er als Regierungsrat in Rudolstadt.
Er gehörte dem Landtag des Fürstentums Schwarzburg-Rudolstadt an. Im Jahr 1848 war er Präsident der Versammlung. Zwischen dem 18. Mai 1848 und dem 18. Juni 1849 gehörte Hönniger der Frankfurter Nationalversammlung für den Wahlkreis Schwarzburg-Rudolstadt an. Er gehörte dort den demokratisch orientierten Fraktionen beziehungsweise Vereinigungen Deutscher Hof, Donnersberg und dem Centralmärzverein an. In der Nationalversammlung protestierte er gegen die militärische Besetzung Schwarzburg-Rudolstadts im Herbst 1848 durch preußische Truppen des Bundesheeres und sprach sich für die Aufhebung der Kleinstaaterei aus. Im Mai 1849 beteiligte er sich an den Aufrufen für den außerparlamentarischen Kampf um die Reichsverfassung und stimmte schließlich auch gegen die Wahl Friedrich Wilhelms IV. zum Kaiser der Deutschen.
In den Jahren 1849 bis 1851 fand ein Hochverratsprozess gegen ihn statt. Ihm wurde unter anderem vorgeworfen einen revolutionären Aufruf der Fraktion Donnersberg unterzeichnet sowie am Rumpfparlament in Stuttgart teilgenommen zu haben. Das Verfahren endete mit seiner Amtsenthebung und der Verurteilung zu einer einjährigen Gefängnisstrafe. Er arbeitete seither als Advokat in Rudolstadt. Hönniger wurde 1857 erneut zu einer Gefängnisstrafe verurteilt, weil er oppositionelle Schriften verbreitet hatte.